# Hadromastax dinamoraze
Hadromastax dinamoraze är en kräftdjursart som beskrevs av Bruce2004. Hadromastax dinamoraze ingår i släktet Hadromastax och familjen Hadromastacidae.
Artens utbredningsområde är Mauritius. Inga underarter finns listade i Catalogue of Life.